# Бахари, Немо
Немо Михел Бахари (англ. Nemo Michel Bahari; род. 23 марта 1975, Денпасар) — индонезийский боксёр. Участник летних Олимпийских игр 1996 года, двукратный серебряный призёр чемпионата Азии 1994 и 1995 годов, бронзовый призёр летних Азиатских игр 1994 года.

## Биография
Немо Бахари родился 23 марта 1975 года в индонезийском городе Денпасар.
В 1994 году завоевал бронзовую медаль летних Азиатских игр в Хиросиме в весовой категории до 57 кг.
Дважды выигрывал серебряные медали чемпионата Азии в весовой категории до 57 кг. В 1994 году в Тегеране проиграл в финале Сомлуку Камсингу из Таиланда. В 1995 году в Ташкенте уступил в финале Бектасу Абубакирову из Казахстана.
В 1996 году вошёл в состав сборной Индонезии на летних Олимпийских играх в Атланте. В весовой категории до 57 кг в 1/16 финала проиграл решением судей Рожериу Дезорзи из Бразилии — 3:12.